# Никольск (Восточно-Казахстанская область)
Никольск (каз. Никольск) — село в Зыряновском районе Восточно-Казахстанской области Казахстана. Административный центр Никольского сельского округа. Код КАТО — 634843100.

## Население
В 1999 году население села составляло 995 человек (471 мужчина и 524 женщины). По данным переписи 2009 года, в селе проживали 654 человека (331 мужчина и 323 женщины).